# 9688 Ґоудсміт
9688 Ґоудсміт (9688 Goudsmit) — астероїд головного поясу, відкритий 24 вересня 1960 року.
Тіссеранів параметр щодо Юпітера — 3,491.